# Kalinkawitschy

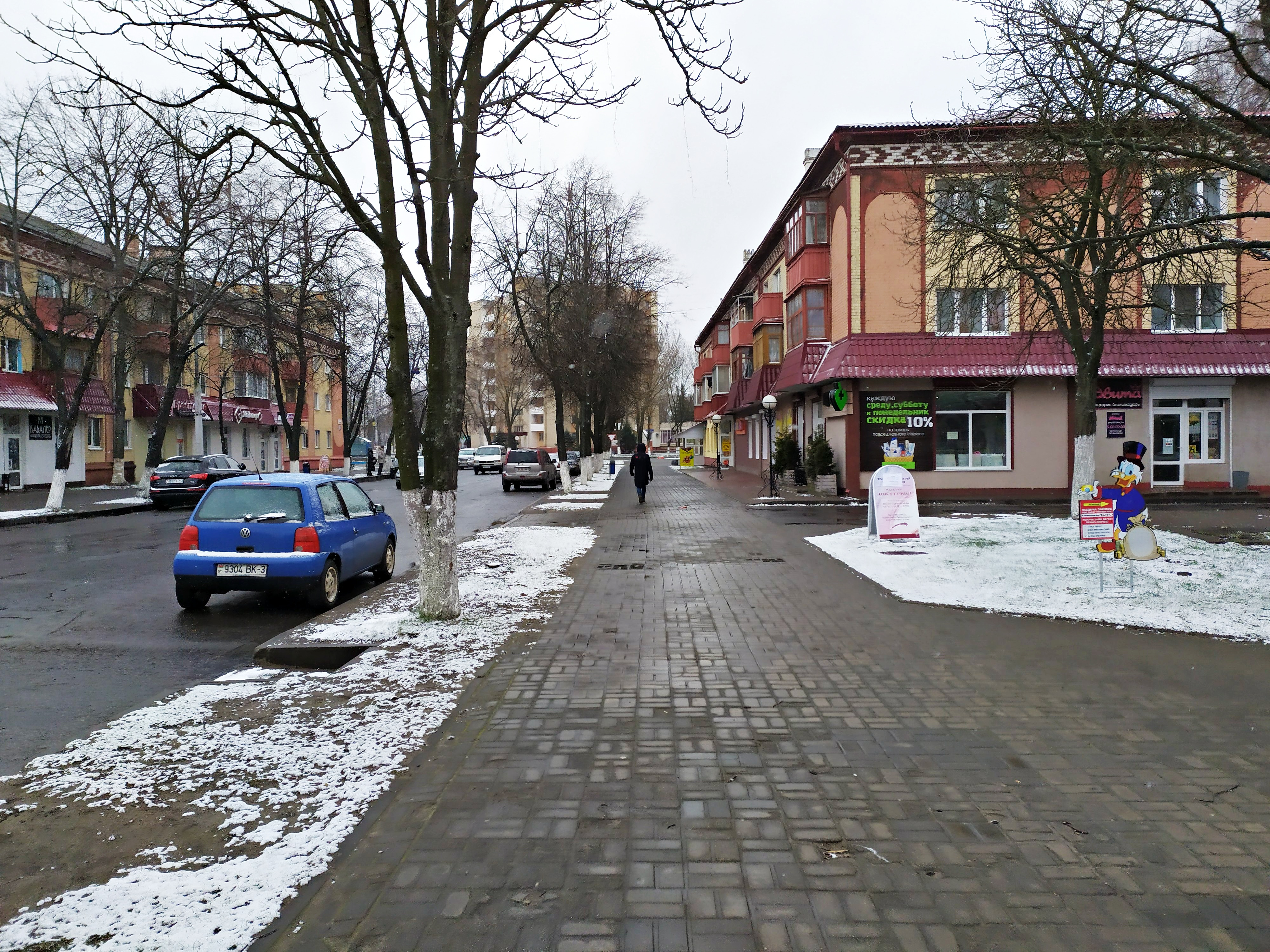
Straße in Kalinkawitschy

Kalinkawitschy (belarussisch Калінкавічы; russisch Калинковичи Kalinkowitschi) ist eine Stadt in der Republik Belarus in der Homelskaja Woblasz mit rund 38.000 Einwohnern. Kalinkawitschy ist das administrative Zentrum des Rajons Kalinkawitschy.

## Geografie
Die Stadt liegt im Süden des Landes im Osten der Landschaft Polesien zwischen den Städten Masyr (11 km entfernt) und Homel (120 km entfernt).

## Wappen
Beschreibung: Ein silberner fußgespitzter Pfahl spaltet das Wappen in Blau und Rot.

## Verkehr
Kalinkawitschy liegt an der Kreuzung der Eisenbahnstrecken und Hauptstraßen von Brest nach Homel und von Minsk nach Kiew.

## Söhne und Töchter der Stadt
- Uladsimir Sjamaschka (* 1949), Politiker[1]
- Raman Petruschenka (* 1980), Kanute und Olympiasieger